# Joachim Wilhelm von Brawe
Joachim Wilhelm von Brawe, né le 4 février 1738 à Weißenfels et mort à le 7 avril 1758 Dresde, est un poète dramatique allemand.

## Biographie
Élève à l’École régionale de Pforta puis étudiant en droit à l’université de Leipzig de 1755 à 1758, von Brawe annonce de bonne heure d’heureuses dispositions pour la poésie. Encouragé par les conseils de Lessing et de Weiße, dont il a gagné l'amitié, il entre dans la carrière dramatique. Nommé conseiller d'État à Mersebourg, une mort prématurée fait évanouir les espérances que donnaient les brillants essais du jeune poète : il meurt chez ses parents à Dresde le 7 avril 1758.
On a de von Brawe : Der Freigeist (1758 ; traduit comme l’Esprit Fort par Junker et Liebault en 1785) ; ce drame bourgeois est construit sur le modèle de la Miss Sara Sampson de Lessing. Brutus (édité 1768) est une tragédie historique où Brawe emploie pour la première fois l’ïambe à cinq pieds non-rimé.